# Blaze Starr
Blaze Starr (nacida Fannie Belle Fleming; 10 de abril de 1932 — 15 de junio de 2015) fue una stripper y estrella del burlesque estadounidense. Su vivaz presencia y su ingenioso uso del atrezo escénico le valieron el sobrenombre de "The Hottest Blaze in Burlesque". También fue conocida por su romance con el gobernador de Luisiana, Earl Kemp Long. Basada en sus memorias Blaze Starr! My Life as Told to Huey Perry (publicadas en 1974), la película Blaze de 1989 narraba la historia de aquella aventura protagonizada por Paul Newman en el papel de Long y Lolita Davidovich como Starr, con la propia Starr actuando en un cameo y como asesora.

## Primeros años
Starr nació el 10 de abril de 1932, en el condado rural de Wayne, Virginia Occidental, junto al arroyo Twelvepole Creek, (también llamado Twelve Pole Creek), la segunda mayor de 11 hermanos de Lora (de soltera Evans) y Goodlow Fleming.
Criada en la zona de Newground Hollow (también llamada New Ground Hollow) de Wilsondale, Virginia Occidental, abandonó su hogar a la edad de 14 o 15 años, alegando haber sufrido una violación en grupo durante su adolescencia. Primero se trasladó a Logan, Virginia Occidental, donde trabajó como carhop, y de allí a Washington D. C., donde, según su autobiografía, fue descubierta por un promotor mientras trabajaba en una tienda de donuts.
Ella recuerda:

Tenía 15 años y trabajaba de camarera en el Mayflower Donut Shop de Washington, D.C., cuando un hombre llamado Red Snyder me dijo que era guapa y que debía dedicarme al mundo del espectáculo. Le dije que me habían educado en la creencia de que bailar era pecado, pero que sabía tocar la guitarra. "Bien", me dijo. "Voy a convertirte en una estrella". Red dijo que quería que me vistiera de vaquera, tocara un poco la guitarra y luego me desnudara. Nunca había oído hablar del striptease. Pero Red me engatusó y me dijo que las chicas que lo hicieran tenían que ser muy guapas. Cuando ni siquiera has enseñado nunca el ombligo, la idea de desnudarte da miedo. Así que cuando salí al escenario por primera vez con mi traje de vaquera rojo y blanco, me tapé con el sombrero. Después del espectáculo, vomité. No es que pensara que hubiera nada malo en desnudarse. Estaba abrumada por la emoción de entrar en el mundo del espectáculo.

Snyder se convirtió en el primer representante de Fleming, la animó a empezar a desnudarse y le dio el nombre artístico de Blaze Starr.[cita requerida]

## Carrera
Starr se trasladó a Baltimore, donde empezó a actuar en el club nocturno Two O'Clock Club en 1950. Con el tiempo se convirtió en su cabeza de cartel. Alcanzó fama nacional después de que la revista Esquire publicara en febrero de 1954 el artículo "B-Belles of Burlesque: You Get Strip Tease With Your Beer in Baltimore". El Two O'Clock Club siguió siendo su base, pero empezó a viajar y a actuar en clubes de todo el país.
La llamativa melena pelirroja de Starr, su voluptuosa figura y su entusiasmo sobre el escenario eran gran parte de su atractivo. Las florituras teatrales y los trucos únicos que utilizaba en su espectáculo iban más allá de las rutinas burlescas establecidas, como el fan dance y el balloon dance. A menudo actuaba con gatos peligrosos, incluida una pantera negra bebé.
Su número estrella era  "the exploding couch". Como explicó en 1989: "Por fin había conseguido mi truco, una comedia en la que se supone que me pongo tan nerviosa que me estiro en el sofá y — cuando pulso un botón secreto — empieza a salir humo de entre mis piernas. Entonces se encienden un ventilador y un foco, y se ven todas esas serpentinas de seda roja con forma de llamas, como si el sofá acabara de arder".
Blaze fue detenida más de una vez. La primera vez fue en Filadelfia, Pensilvania, por lascivia, a manos de un joven policía, Frank Rizzo, que más tarde sería comisario de policía y alcalde de esa ciudad. Otra vez fue en Nueva Orleans.
En 1968, Starr compró el Two O'Clock Club on The Block en Baltimore, Maryland, que en aquel momento estaba valorado en 65.000 dólares. Continuó actuando en el club. A principios de la década de 1980, Starr hizo una aparición en el Mitchell Brothers' O'Farrell Theatre de San Francisco.

## Relación con el gobernador de Luisiana Earl Long

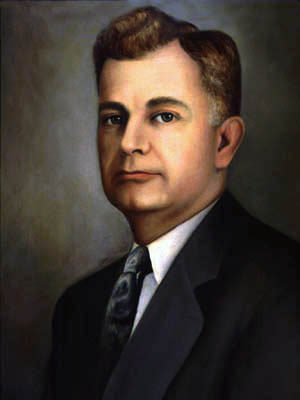
El retrato oficial de 1939 del gobernador de Luisiana Earl Long

A finales de la década de 1950, mientras trabajaba brevemente en el Sho-Bar en el Bourbon Street en el Barrio Francés de Nueva Orleans, Starr inició un romance de larga duración con el entonces gobernador Earl Long. Starr estaba en proceso de divorciarse de su esposo, el propietario del club Carroll Glorioso, y Long estaba casado con la primera dama del estado, conocida coloquialmente como "Miz Blanche".

## Apariciones en los medios
Dos de las actuaciones de Starr, incluyendo el sofá combustible, se encuentran entre las rutinas burlescas que aparecen en la película recopilatoria de 1956 Buxom Beautease, producida y dirigida por Irving Klaw. La película de 1962 de la directora Doris Wishman Blaze Starr Goes Nudist, una película nudie-sexploitation, cuenta con el único papel protagonista de Starr. Como sugiere el título, ella se interpreta a sí misma. La película también se conoce como Blaze Starr Goes Back to Nature, Blaze Starr Goes Wild, Blaze Starr the Original, y Busting Out.
Diane Arbus fotografió a Starr en 1964. La foto "Blaze Starr at home" se incluyó en el libro y la exposición itinerante Diane Arbus: Family Albums.
La película Blaze, de 1989, narra la historia de su relación con Long. La película fue dirigida por Ron Shelton, adaptada por él a partir de las memorias de Starr Blaze Starr: My Life as Told to Huey Perry (1974) y protagonizada por Lolita Davidovich como Starr y Paul Newman como Long. La propia Starr apareció en un cameo y actuó como asesora, ganando el cuatro por ciento de los beneficios de la película.
Algunos de los trajes y otros recuerdos de Starr se han expuesto en el Museo del Sexo de la ciudad de Nueva York y en el Burlesque Hall of Fame de Las Vegas.

## Retiro y vida personal
El periodista Frank Lovece escribió en 1989 que "Starr... dejó el striptease hace seis años para convertirse en gemóloga y fabricar y vender joyas. Cada Navidad, en el Carrolltowne Mall, en los suburbios de Baltimore, es una celebridad local que vende pendientes, pulseras y collares hechos con las piedras preciosas y los cristales que recoge el resto del año".
Starr era prima hermana de la cantante Molly O'Day.

## Muerte
Starr murió el 15 de junio de 2015, bien en su casa de Wilsondale, Virginia Occidental, o en un hospital de la cercana Williamson (las fuentes varían). Tenía 83 años. Estaba preocupada por la salud de su perro, que había adoptado como callejero. Una de sus hermanas afirma que el estrés, junto con una "grave afección cardiaca", la mataron. Su perro murió horas después.